# ينس وينثر
ينس وينثر (بالدنماركية: Jens Winther)‏ هو عازف جاز وملحن دنماركي، ولد في 29 أكتوبر 1960 في Næstved ‏ في الدنمارك، وتوفي في 24 فبراير 2011.

## وصلات خارجية
- ينس وينثر على موقع ميوزك برينز (الإنجليزية)
- ينس وينثر على موقع أول ميوزيك (الإنجليزية)
- ينس وينثر على موقع ديسكوغز (الإنجليزية)